# Fügenberg
Fügenberg ist eine Gemeinde mit 1513 Einwohnern (Stand 1. Jänner 2024) im Zillertal und gehört zum Bezirk Schwaz in Tirol (Österreich). Die Gemeinde liegt im Gerichtsbezirk Zell am Ziller.

## Geographie

### Lage
Fügenberg gehört flächenmäßig zu den größeren Gemeinden im Zillertal. Es dehnt sich oberhalb von Fügen über weite Berghänge und enge Täler der Tuxer Voralpen aus. Das Gebiet liegt großteils in Hanglage. Die Gemeinde ist mit Fügen in wirtschaftlicher und kultureller Hinsicht eng verflochten.

### Gemeindegliederung
Das Gemeindegebiet umfasst folgende zwei Ortschaften (Einwohner Stand 1. Jänner 2024):
- Fügenberg (803)
- Pankrazberg (710)

Zwei tief in die Tuxer Voralpen hineinreichende Täler gehören zum Gemeindegebiet, der Finsinggrund mit dem auf etwa 1500 m (Klausboden) hoch gelegenen Hoteldorf Hochfügen sowie der obere Abschnitt des von Schlitters her führenden Öxltals mit der Kaunzalm.
| Katastralgemeinden    | Ortschaften in der Gemeinde                                                                                      |
| --------------------- | --- |
| Fügenberg (58,54 km²) | Fügenberg (ZH) Pankrazberg (R) Hinterberg (ZH) Hochfügen (ZH) Kleinboden (ZH) Pankrazberg-Zerstreute Häuser (ZH) |
| Legende               | |

| In der Spalte Katastralgemeinden sind sämtliche Katastralgemeinden einer Gemeinde angeführt. In der Klammer ist die jeweilige Fläche in km² angegeben. |
| In der Spalte Ortschaften sind sämtliche von der Statistik Austria erfassten Siedlungen, die auch eine eigene Ortschaftskennziffer aufweisen, angeführt. In der Hierarchieebene derselben Spalte, rechts eingerückt, werden nur Ansiedlungen, die mindestens aus mehreren Häusern bestehen, dargestellt. Die wichtigsten der verwendeten Abkürzungen sind: - M = Hauptort der Gemeinde - Stt = Stadtteil - R = Rotte - W = Weiler - D = Dorf - ZH = Zerstreute Häuser - Sdlg = Siedlung - Hgr = Häusergruppe - E = Einzelgehöft (nur wenn sie eine eigene Ortschaftskennziffer haben) Die komplette Liste der Statistik Austria ist in: Topographische Siedlungskennzeichnung nach STAT Zu beachten ist, dass manche Orte unterschiedliche Schreibweisen haben können. So können sich Katastralgemeinden anders schreiben als gleichnamige Ortschaften bzw. Gemeinden. Quelle: Statistik Austria – |

### Almen
- Kaunzalm (Niederleger (1525 m ü. A.), Mittelleger (~ 1730 m ü. A.), Hochleger (~ 1870 m ü. A.))
- Kohleralm (1194 m ü. A.)
- Geolsalm (1733 m ü. A.)
- Gartalm (Niederleger (1572 m ü. A.), Hochleger (1849 m ü. A.))
- Schellenbergalm (1291 m ü. A.)
- Lamarkalm (Niederleger (1613 m ü. A.), Mittelleger (~ 1905 m ü. A.), Hochleger (1985 m ü. A.))
- Pfundsalm (Niederleger (1640 m ü. A.), Mittelleger (1832 m ü. A.))
- Viertelalm (Niederleger (~ 1765 m ü. A.), Hochleger (2022 m ü. A.))
- Holzalm (Niederleger (~ 1630 m ü. A.), Hochleger (1896 m ü. A.))
- Keglalm (Niederleger (~ 1405 m ü. A.), Mittelleger (1706 m ü. A.), Hochleger (~ 1955 m ü. A.))
- Winkelalm (~ 1387 m ü. A.)
- Lumpereralm (1392 m ü. A.)
- Hölderalm (~ 1488 m ü. A.)
- Schlagalm (1476 m ü. A.)
- Gartalm im Schlagwald (~ 1125 m ü. A.)

Sonderfall:
- Maschentalalm (Niederleger (~ 1530 m ü. A.), Hochleger (~ 1720 m ü. A.)); gehört zum Piller Gemeindegebiet (Hochpillberg).

Umgangssprachlich werden die Maschentalalmen als „Lamaschalmen“ bezeichnet.

### Nachbargemeinden
| Gallzein    | Schlitters                                  | Fügen                    |
| Schwaz Pill | Kompassrose, die auf Nachbargemeinden zeigt | Uderns Ried im Zillertal |
| Weerberg    | Hippach                                     | Zellberg                 |

## Geschichte
Die Bergsiedlungen des Zillertals, darunter auch Fügenberg, gehen auf landwirtschaftliche Kolonisation im Mittelalter zurück, als der Talboden für die Bewirtschaftung nicht mehr ausreichte. Im Jahr 1188 stattete Erzbischof Adalbert III. von Salzburg ein in Hartberg errichtetes Johannes-Spital u. a. mit dem Gut Jansberg (Iannesperg, heute Amschberger Gaß mit den Höfen Floacher, Schmalzer und Wierer) in Fügenberg aus. Urkundlich erstmals genannt wird Fügenberg als Fügerberg im Jahr 1315. Als nach den Napoleonischen Kriegen im Jahr 1816 im ganzen Zillertal die Tiroler Gemeindeverfassung Geltung bekam, wurden Fügenberg und Pankrazberg zur heutigen Gemeinde Fügenberg zusammengeschlossen.
Seit dem Mittelalter wurde auf dem Gemeindegebiet mehrere Jahrhunderte hindurch nach Bodenschätzen gesucht, unter anderem auch nach Gold und Eisenerz. Die Eisenerzvorkommen im Zillertal waren durch den gestiegenen Eisenbedarf der großen Silber- und Kupferbergwerksbetriebe in Schwaz und Kitzbühel wichtig geworden.
Zwischen 1562 und 1760 gab es neun Stollen an der Südost-Flanke des Bergrückens Grätzenkopf und Samjoch im Öxltal sowie auch auf der Schwazer Seite. Der Abtransport erfolgte nach Zerkleinerung in Ledersäcken von 60 bis 80 kg mit Saumpferden und Karren zur Eisenhütte nach Kleinboden. Die leeren Säcke wurden von großen Hunden wieder hinaufgetragen. Die Produktion an Eisenerz betrug jährlich zwischen 200 und 5000 Tonnen, es waren bis zu 500 Mann in Hütte und Bergbau beschäftigt. Die Knappen erbauten mehrere Kapellen und waren maßgeblich an der Errichtung der Pankrazkirche beteiligt.

### Bevölkerungsentwicklung
| Fügenberg: Einwohnerzahlen von 1869 bis 2024        | Fügenberg: Einwohnerzahlen von 1869 bis 2024 | Fügenberg: Einwohnerzahlen von 1869 bis 2024 | Fügenberg: Einwohnerzahlen von 1869 bis 2024 | Fügenberg: Einwohnerzahlen von 1869 bis 2024 |
| --------------------------------------------------- | -------------------------------------------- | -------------------------------------------- | -------------------------------------------- | -------------------------------------------- |
| Jahr                                                |                                              |                                              |                                              | Einwohner                                    |
| 1869                                                | 1869                                         |                                              | 908                                          | 908                                          |
| 1880                                                | 1880                                         |                                              | 827                                          | 827                                          |
| 1890                                                | 1890                                         |                                              | 756                                          | 756                                          |
| 1900                                                | 1900                                         |                                              | 687                                          | 687                                          |
| 1910                                                | 1910                                         |                                              | 699                                          | 699                                          |
| 1923                                                | 1923                                         |                                              | 795                                          | 795                                          |
| 1934                                                | 1934                                         |                                              | 857                                          | 857                                          |
| 1939                                                | 1939                                         |                                              | 773                                          | 773                                          |
| 1951                                                | 1951                                         |                                              | 841                                          | 841                                          |
| 1961                                                | 1961                                         |                                              | 844                                          | 844                                          |
| 1971                                                | 1971                                         |                                              | 882                                          | 882                                          |
| 1981                                                | 1981                                         |                                              | 1.044                                        | 1.044                                        |
| 1991                                                | 1991                                         |                                              | 1.057                                        | 1.057                                        |
| 2001                                                | 2001                                         |                                              | 1.166                                        | 1.166                                        |
| 2011                                                | 2011                                         |                                              | 1.331                                        | 1.331                                        |
| 2021                                                | 2021                                         |                                              | 1.459                                        | 1.459                                        |
| 2024                                                | 2024                                         |                                              | 1.513                                        | 1.513                                        |
| Quelle(n): Statistik Austria, Gebietsstand 1.1.2021 |                                              |                                              |                                              |                                              |

## Kultur und Sehenswürdigkeiten

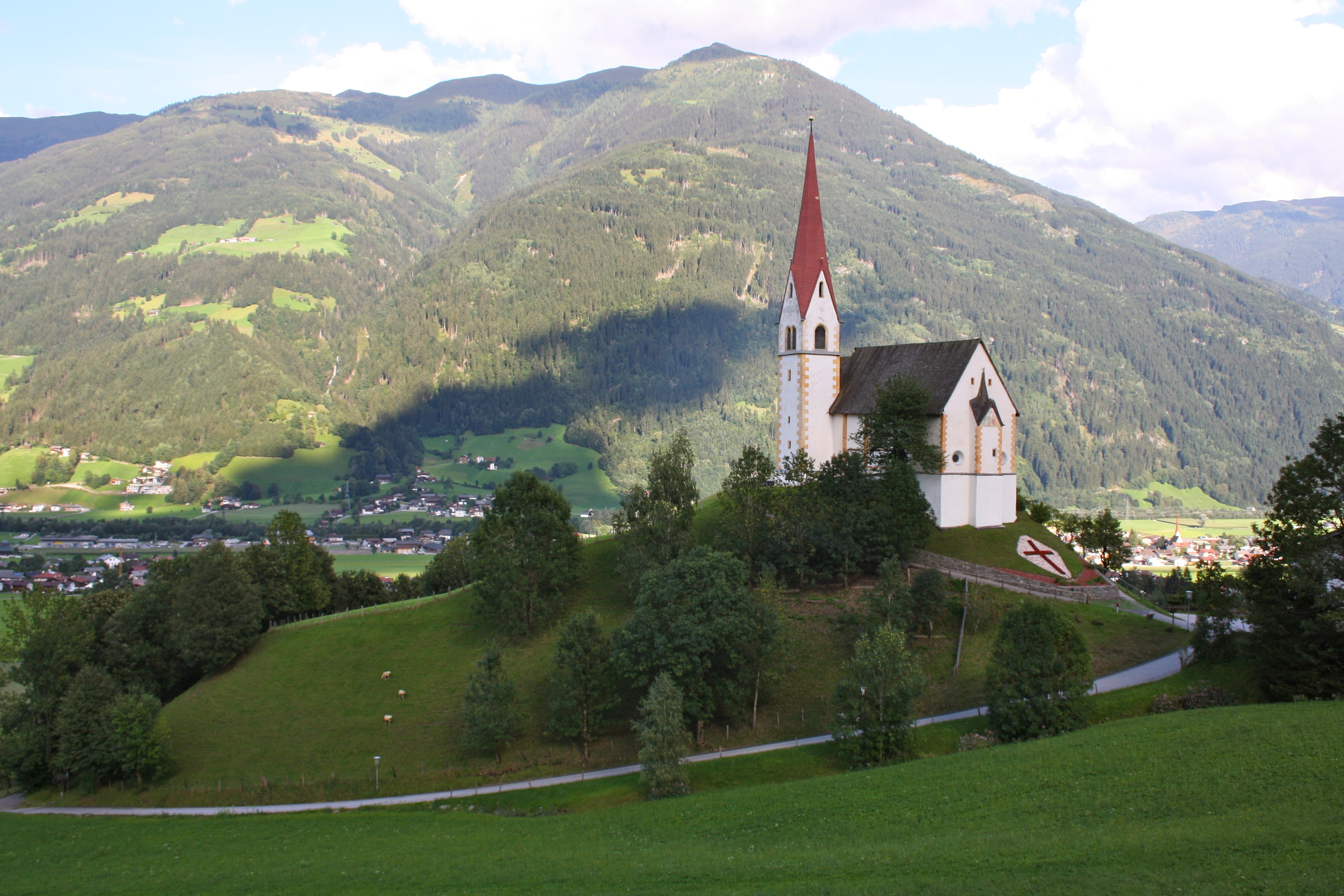
Kirchenhügel der Pankrazkirche

### Sehenswürdigkeiten
Sehenswert ist die von 1494 bis 1497 im gotischen Stil erbaute Pankrazkirche. Im September 1999 wurde in 1783 m Höhe der Schaustollen im Öxltal für Besucher geöffnet.

### Sport
Die Region Fügen-Fügenberg bietet mit dem Spieljoch und Hochfügen zwei Skigebiete. Neben der Bedeutung als Wintersportzentrum ist Hochfügen auch Ausgangspunkt vieler Bergwanderungen, etwa auf den 2506 m hohen Gilfert oder den 2762 m hohen Rastkogel.

## Wirtschaft und Infrastruktur

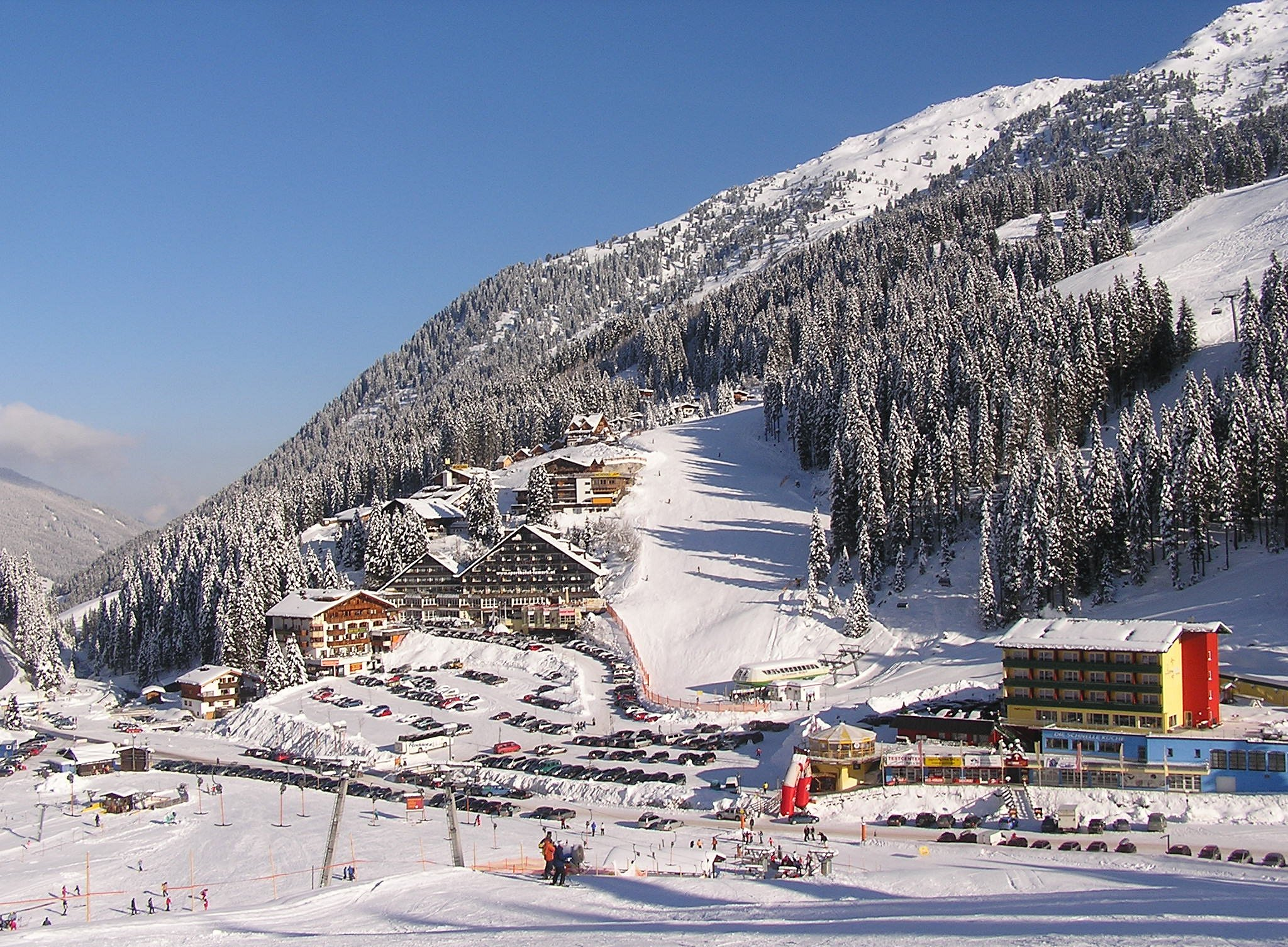
Wintersportgebiet Hochfügen

### Wirtschaft
Fügenberg ist eine Streusiedlung, die noch vor ein paar Jahrzehnten fast nur von Bauern besiedelt war. Mit dem Aufschwung des Wintertourismus hat sich die Situation geändert. Die Anzahl der landwirtschaftlichen Betriebe ging von 102 im Jahr 1999 auf 88 im Jahr 2010 zurück. Davon waren weniger als die Hälfte Haupterwerbsbauern. Die Anzahl der Übernachtungen stieg von 213.000 im Jahr 2011 auf 260.000 im Jahr 2019, sank im COVID-Jahr 2020 auf 191.000.

### Verkehr
Von der Zillertalstraße in Fügen aus führt die Pankrazbergstraße (L49) nach Pankrazberg und von dort aus als Hochfügener Straße weiter bis zur Hotelsiedlung Hochfügen.

## Politik

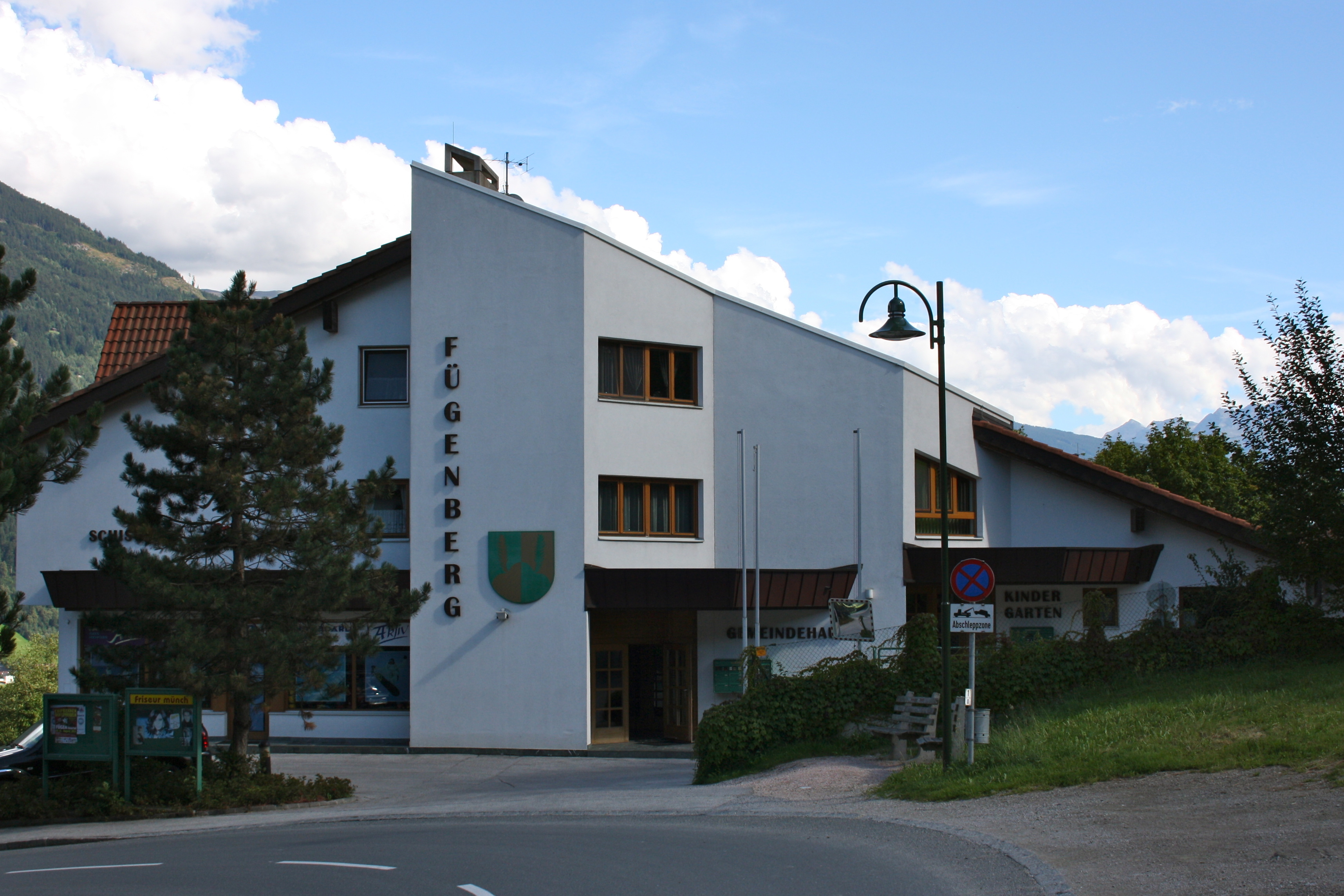
Gemeindehaus

### Gemeinderat
Gemeinderatswahlen 2022
Der Gemeinderat besteht aus 13 Mitgliedern.
| Wählergruppe                              | Stimmen | Mandate | Anteil  |
| ----------------------------------------- | ------- | ------- | ------- |
| Freie Liste Fügenberg - FLF               | 338     | 5       | 38,06 % |
| Heimatliste - Team Josef Unterweger - HLU | 315     | 5       | 35,47 % |
| Wir für Fügenberg - WFF                   | 235     | 3       | 26,46 % |

| Bürgermeisterwahl | 2022  | 2022    |           |  |
| Bürgermeisterwahl | %     | Stimmen | Stichwahl |  |
| ----------------- | ----- | ------- | --------- |  |
| Josef Fankhauser  | 38,32 | 338     | Ja        |  |
| Josef Unterweger  | 36,17 | 319     | Ja        |  |
| Helmut Emberger   | 25,51 | 225     | Nein      |  |

### Bürgermeister
- seit 2022 Josef Unterweger[9]

### Wappen
Der Gemeinde wurde 1987 folgendes Wappen verliehen: In grün-golden gespaltenem Schild ein mit zwei Palmenzweigen besteckter Dreiberg in verwechselten Farben.
Der Berg weist auf die Lage der Gemeinde hin, die Palmzweige als Märtyrerattribut stehen für den heilgen Pankraz, dem die Kirche geweiht ist.

## Söhne und Töchter des Ortes
- Raimund Stoll (1892–1977), österreichischer Beamter und Politiker